# 佐藤恵 (声優)
佐藤 恵（さとう めぐみ、1989年7月5日 - ）は、日本の女性声優。福岡県出身。AIR AGENCY所属。

## 略歴
福岡スクールオブミュージック専門学校卒業。

## 人物
方言は博多弁。
趣味は散歩、コスプレ、ペットと戯れる。特技はリフレクソロジー、お裁縫。

## 出演
太字はメインキャラクター。

### テレビアニメ
2010年
- カッコカワイイ宣言!（ドリュー・バリモア）

2011年
- UN-GO（矢島和子、海勝家メイド）
- ギルティクラウン
- ちはやふる（2011年 - 2020年、女子生徒、筑波夏総） - 3シリーズ

2012年
- 頭文字D Fifth Stage
- ダンボール戦機 シリーズ（2012年 - 2013年、少年、幼少期のヒロ、女性MC、谷下アキト） - 2シリーズ

2013年
- 進撃の巨人（子供、ハンナ・ディアマント）
- プピポー!（さっちゃん）
- ポケットモンスター XY（2013年 - 2016年、シトロン〈ユリーカ〉のデデンネ、ムサシのバケッチャ 他） - 2シリーズ

2015年
- VALKYRIE DRIVE -MERMAID-（リッター、胴元、ヘクセ、女子）
- 進撃!巨人中学校（ハンナ）

2016年
- ALL OUT!!（大原野弟）
- ぴったんこ!ねこざかな（クラゲーナ）

2017年
- ACCA13区監察課（アトリ、マギーの部下、親衛隊）
- 魔法使いの嫁（オークション会場の客）

2018年
- 妖怪ウォッチ シャドウサイド（2018年 - 2019年、ナナ、カラー、新田、モグ、二階堂 他）
- FAIRY TAIL（2018年 - 2025年、ブライヤ、ヨウコ、巫女） - 2シリーズ

2019年
- あんさんぶるスターズ!（観客）

2021年
- ログ・ホライズン 円卓崩壊（がーたん、冒険者、ぺこぺこピザ）
- SDガンダムワールド ヒーローズ（猪八戒）
- EDENS ZERO（2021年 - 2023年、ミロン、アミラ、ジェームス王子） - 2シリーズ
- iiiあいすくりん（2021年 - 2022年、ナップ） - 2シリーズ
- 僕のヒーローアカデミア（女性）
- Sonny Boy（あや、きい、諏訪）
- 月が導く異世界道中（2021年 - 2024年、ハルナ、リサ） - 2シリーズ

2022年
- 佐々木と宮野（佐々木の母、女子生徒、女性）
- ポケットモンスター（シトロン〈ユリーカ〉のデデンネ）
- 転生したら剣でした（女奴隷、リリー、ララ）

2023年
- Helck（貴族の子）

2024年
- ただいま、おかえり（白木実歩）
- 多数欠（海藤美佳）
- 異世界スーサイド・スクワッド（女性A）
- トリリオンゲーム（女性客）
- 2.5次元の誘惑（女医）
- デリコズ・ナーサリー（原初信仰者）

2025年
- 異修羅（村人）
- かいじゅうせかいせいふく（がるがる、ねこししょうの飼い主）
- 中禅寺先生物怪講義録 先生が謎を解いてしまうから。（昂子）

### 劇場アニメ
2014年
- 劇場版『進撃の巨人』 前編 〜紅蓮の弓矢〜（ハンナ・ディアマント）
- ピカチュウ、これなんのカギ?（デデンネ）
- ポケモン・ザ・ムービーXY 破壊の繭とディアンシー（デデンネ）

2015年
- ピカチュウとポケモンおんがくたい（デデンネ）
- ポケモン・ザ・ムービーXY 光輪の超魔神 フーパ（デデンネ）

2016年
- ポケモン・ザ・ムービーXY&Z ボルケニオンと機巧のマギアナ（デデンネ）

2017年
- 劇場版 FAIRY TAIL -DRAGON CRY-（キャトリン）
- 映画 妖怪ウォッチ シャドウサイド 鬼王の復活（モグ）

2020年
- 囀る鳥は羽ばたかない The clouds gather（百目鬼葵）

2023年
- 映画 佐々木と宮野ー卒業編ー（佐々木佐恵子）

### OVA
- 激辛カレー王子（2013年）

### Webアニメ
- ポケモン不思議のダンジョン マグナゲートと∞迷宮 紹介SPムービー（2012年、ムンナ[18]）
- クレヨンしんちゃん外伝 お・お・お・のしんのすけ（2017年、男子B、ビキニギャル）
- ざしきわらしのタタミちゃん（2020年、霊[19]）

### ゲーム
2009年
- 黄金の絆

2011年
- とある科学の超電磁砲

2013年
- ダンボール戦機ウォーズ（谷下アキト）

2014年
- 進撃の巨人〜人類最後の翼〜CHAIN（ハンナ・ディアマント）
- 大乱闘スマッシュブラザーズシリーズ（2014年 - 2018年、イーブイ、ビクティニ、ペロッパフ、デデンネ） - 3作品

2016年
- あんさんぶるガールズ!!（棗ひびき）

2019年
- 妖怪ウォッチ4++（モグ）

2021年
- クイズRPG 魔法使いと黒猫のウィズ（グリット〈幼少期〉）

### ドラマCD
- 謎の彼女X

### DVD
- 黒子のバスケ（2012年）

### CM
- メルセデス・ベンツ NEXT A-Flass

### ラジオ
- CROSS FM「Challengeラヂオ」（アシスタントパーソナリティ）

### オーディオブック
- アニソンの神様（ナレーション2）
- 東京スピリット・イエーガー（ナレーション2）
- ファンダ・メンダ・マウス（ナレーション2）
- 暴走少女と妄想少年（ナレーション2）
- 魔法少女育成計画
- 半七捕物帳（ナレーション〈全編〉）
- 心配ぐせを直せばすべてが思いどおりになる（ナレーション〈全編〉）
- 都会のトム&ソーヤ（ナレーション〈全編〉）
- 悪貨（ナレーション2）
- 忘れたいことを忘れる練習（ナレーション〈全編〉）
- 腰痛放浪記 椅子がこわい（ナレーション〈全編〉）
- 不祥事（ナレーション2）
- 花咲舞が黙ってない（ナレーション2）
- 教師の資質 できる教師とダメ教師は何が違うのか?（ナレーション〈全編〉）

### デジタルコミック
- ネガティブ・ツインタワー!（女生徒）
- 吸血姫 ヴァンパイア・プリンセス（女生徒）
- 逃げ上手の若君（2021年、弧次郎）
- ドロンドロロン（読切版）（2021年、クサナギ）

### モデル
- Belleエポック田代淳也コレクション

### シリーズ一覧
1. ↑  『ちはやふる』（2011年）、『ちはやふる2』（2013年）、『ちはやふる3』（2019年 - 2020年）
2. ↑  第2期『W』（2012年）、第3期『WARS』（2013年）
3. ↑  『XY』（2013年 - 2015年）、『XY&Z』（2015年 - 2016年）
4. ↑  第3期（2018年）、続編『100年クエスト』（2024年 - 2025年）
5. ↑  第1期（2021年）、第2期（2023年）
6. ↑  第1期（2021年）、第2期『2』（2022年）
7. ↑  第一幕（2021年）、第二幕（2024年）
8. ↑  『for Nintendo 3DS』『for Wii U』（2014年）、『SPECIAL』（2018年）